# Грюнбах-ам-Шнеберг
Грюнбах-ам-Шнеберг (нем. Grünbach am Schneeberg) — ярмарочная коммуна (нем. Marktgemeinde) в Австрии, в федеральной земле Нижняя Австрия. 
Входит в состав округа Нойнкирхен.  Население составляет 1814 человек (на 31 декабря 2005 года). Занимает площадь 7,36 км². Официальный код  —  3 18 13.

## Политическая ситуация
Бургомистр коммуны — Франц Хольцгетан (СДПА) по результатам выборов 2010 года.
Совет представителей коммуны (нем. Gemeinderat) состоит из 19 мест.
- СДПА занимает 11 мест.
- АНП занимает 8 мест.